# Arbre de Noël du mont Ingino

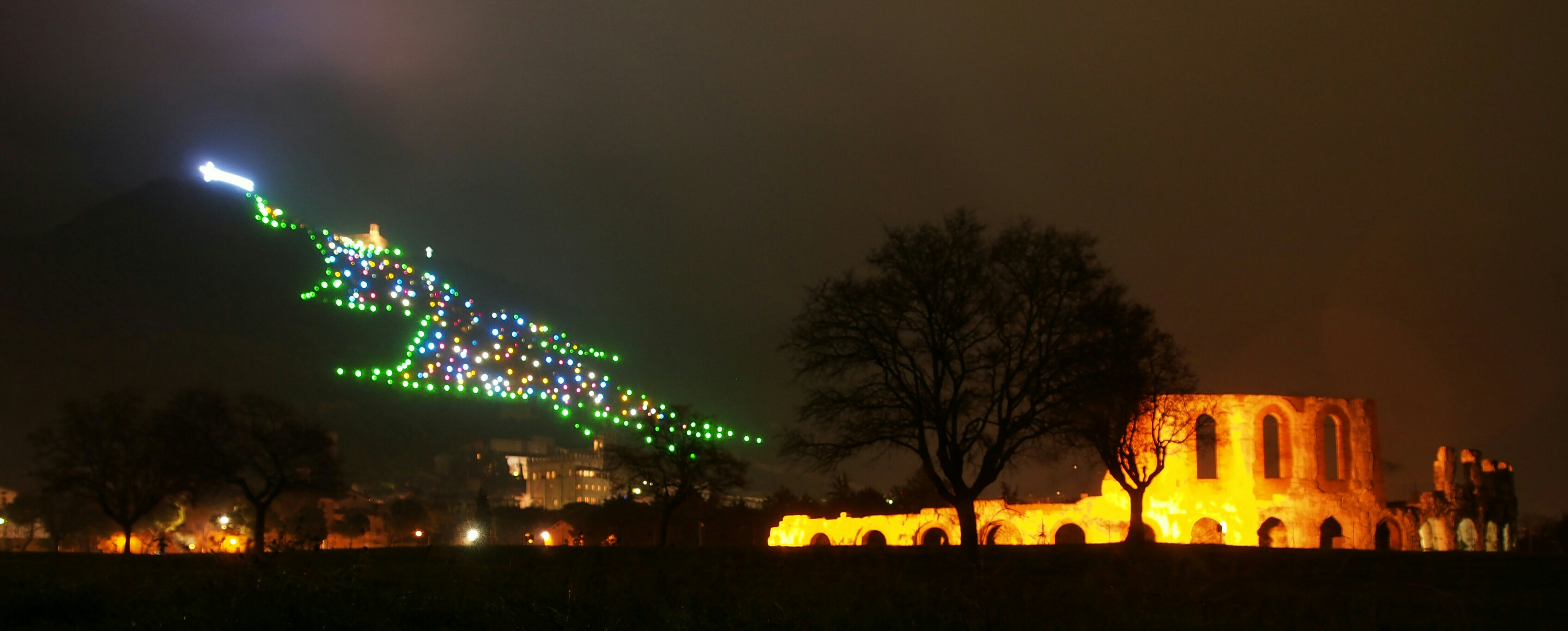
Arbre de Noël du mont Ingino à Gubbio

L'Arbre de Noël du mont Ingino est une illumination en forme d'un arbre de Noël qui est installée chaque année sur les pentes du Mont Ingino (Monte Ingino en italien) à l'extérieur de la ville de Gubbio, en Ombrie, région de l'Italie. L'arbre est aussi appelé l'Arbre de Noël de Gubbio ou le plus grand arbre de Noël dans le monde. En 1991, le Livre Guinness des records l'a nommé Le plus grand sapin de Noël du Monde.

## L'histoire
L'arbre mesure 650 m de haut pour une largeur de 450 m à sa base ; il se compose de 3 000 lumières colorées et de 8,5 kilomètres de câble électrique et est placé tout en haut de la pente du mont Ingino, qui domine la ville. L'éclairage peut être vu jusqu'à une distance de 50 kilomètres.
Cette tradition a commencé quand les habitants de la ville de Gubbio ont décidé de célébrer Noël d'une manière différente et, en 1981, le premier arbre a été illuminé. Ainsi, chaque année, à la veille de la fête de l'Immaculée Conception (le 7 décembre), l'arbre de Noël est illuminé. Depuis lors, la tradition est reprise chaque année.
Depuis 2010, l'électricité des lumières de l'arbre est générée par un système photovoltaïque.
En 2011, les lumières sont allumées à distance par le pape Benoît XVI à l'aide d'une tablette tactile. Le pape a parlé par lien vidéo à la population de la ville de Gubbio, à partir de son appartement papal au Vatican.
En 2013, l'affichage composé de plus de 1 000 lampes couvre  plus de 1 000 mètres carrés.
En 2013, Don Francesco Soddu, Directeur de la Caritas italienne a conduit la cérémonie d'illumination.
En 2014, les lumières sont allumées à distance par le pape François à l'aide d'une tablette tactile.
En 2017, l'allumage est déclenché depuis la Station spatiale internationale par l'astronaute italien Paolo Nespoli.